# セーピアン・セーナムノイダム
セーピアン・セーナムノイダム (Xepian-Xe Nam Noy Dam　ເຂື່ອນເຊປຽນ-ເຊນໍ້ານ້ອຍ) は、ラオス人民民主共和国・チャムパサック県パクソン郡のホアイ・マクチャン川、セー・ピアン川およびセー・ナムノイ川に建設中の水力発電用の大型ダム。計画発電容量は410メガワット（41万キロワット）、発電容量の90%を隣国タイに輸出する計画。
事業主体はXe-Pian Xe-Namnoy Power Co., Ltd.
推定事業費用約6億6800万ドル。2つの主ダムと5つの副ダム（補助ダム、サドルダム）からなる。
セピエン・セナムノイダム（Xepian-Xenamnoy Dam）などの表記も見られる。

## 沿革
- 2003年10月 - 韓国とラオスによる共同出資の特定目的会社、Korea & Laos Power Development が、共同調査を行う旨の覚書(MOU)をラオス政府と交換[4]。
- 2011年12月7日 - 韓国政府企画財政部が、経済開発協力基金として資金を拠出することでラオス政府財務省と覚書(MOU)を締結[6]。
- 2012年 - 韓国SKグループのSK建設と韓国電力公社の子会社韓国西部発電を中心とする共同企業体が建設工事を受注。
- 2013年2月 - 着工
- 2018年7月23日 - 決壊事故発生。工事進捗率90％であった[5]。
- 2019年2月 - 竣工予定

## 発電所の建設・運営
セーピアン・セーナムノイダムのダム湖を利用するセーピアン・セーナムノイ水力発電所の計画は、特殊法人セーピエン・セナムノイ・パワー社が施設を建設し、同社が32年間にわたり発電所を運営して収益を上げた後にラオス政府へと譲渡するBOT（PFI）方式が採られている。
同社の出資比率はラオス政府の持ち株会社であるLAO HOLDING STATE ENTERPRISEが24%、韓国のSK ENGINEERING & CONSTRUCTION CO.,LTDが26%、KOREA WESTERN POWER CO.,LTDが25%、タイのRatchaburi Electricity Generating Holding Public Company Limitedが25%。
発電所の総事業費は10億ドルで、うち3億ドルをセーピエン・セナムノイ・パワー社が拠出し、残りの7億ドルはプロジェクト・ファイナンスにて資金調達が行われる。調達先の内訳は、韓国輸出入銀行とアジア開発銀行が3億5000万ドルを、タイ国策銀行が残りの3億5000万ドルとなっている。

## 建設中の決壊事故
2018年7月23日、建設中の5堤の補助ダムのうち1堤が決壊し、50億立方メートルの水が流出、下流の6村に洪水を引き起こし、同7月25日判明時点で死者数名・行方不明者数百名、被害家屋1370棟を出す事故を起こした。